# Apristurus garricki
Apristurus garricki (лат.) — вид хрящевых рыб из семейства кошачьих акул. Видовое название было дано в честь Джека Гаррика (1928—2018) — новозеландского ихтиолога и систематика акул, который тщательно исследовал пластинчатожаберных в Новой Зеландии, и который первым распознал данный род в водах Новой Зеландии.

## Описание
Диаметр 72,9 см, максимальная длина — 73,5 см. Очень длинное рыло, расстояние от конца рыла до передней ноздри больше межглазничного пространства; маленький первый спинной плавник и его начало всегда за осью брюшного плавника; длина основания анального плавника составляет 13,7-17,7 % от длины тела; количество моноспондильных позвонков 34-37, диплоспондильных — 32-29; общее количество предхвостных — 66-73. Кишечных спиральных клапанов 10-13. Рядов зубов на верхней челюсти 37-50, 38-49 на нижней. Зубы на 5 ряду на обеих челюстях трёхвершинные, с длинным крепким центральным бугорком и более мелкими латеральными бугорками; латеральный 13-й задний и задний 20-й имеют около пяти заострённых зубов. Яйцевая капсула варьируется от тёмной до желтовато-коричневой; длина капсулы 14 см, ширина 3,7 см.

## Ареал
Обитает у берегов севера Новой Зеландии. Считается эндемичным для этого региона. Живёт на глубине 570—1200 м.